# Россиньоль, Лоранс
Лоранс Россиньоль (фр. Laurence Rossignol; род. 22 декабря 1957) — французский политик, член Социалистической партии Франции, сенатор от департамента Уаза.

## Биография
Принимала участие в политической борьбе с 16 лет, протестуя против закона о воинской службе. В 1976 году вступила в Революционную коммунистическую лигу (РКЛ). В том же году поступила в университет Дижона, окончила его и продолжила обучение в Сорбонне, где получила степень магистра права. Активно участвовала в деятельности профсоюзных организаций.
В 1981 году Лоранс Россиньоль вышла из РКЛ и вступила в Социалистическую партию, примкнув к её левому крылу. Работала в администрации Лорана Фабиуса, занимавшего в то время должность президента Национального собрания Франции.
В 2008 году после поражения Сеголен Руаяль на президентских выборах 2007 года была одним из инициаторов выдвижения на пост лидера партии Мартин Обри. С 2008 года является национальным секретарем Социалистической партии по вопросам охраны окружающей среды и экологии.
С 1997 года Лоранс Россиньоль активно участвует в политической жизни департамента Уаза, традиционно поддерживающего правых. Трижды — в 1997, 2002 и 2007 годах — она пыталась избраться в депутаты Национального собрания, но неизменно терпела неудачу. В 2001 и 2008 году возглавляла левый список на выборах мэра Компьеня, но уступала кандидату правых, сенатору Филиппу Марини. С 2001 по 2011 годы возглавляла оппозиционную фракцию в городском совете.
В 1998 году впервые была включена в список социалистов на выборах в Региональный совет Пикардии, а после победы левых в 2004 году заняла пост вице-президента Регионального совета по делам молодежи и социальной экономике.
В сентябре 2011 года Лоранс Россиньоль была включена под вторым номером в список социалистов на выборах в Сенат Франции и была избрана сенатором, после чего покинула городской совет Компьеня.
Лоранс Россиньоль с 70-х годов известна своим активным участием в движении феминисток, проводила многочисленные акции в поддержку прав женщин. Также была одним из инициаторов кампании «Нет расизму» в 80-е годы.
11 февраля 2016 года вошла во второе правительство Вальса, получив портфель министра по делам семей, детства и прав женщин.
6 декабря 2016 года включена в правительство Казнёва, сохранив прежнюю должность.
10 мая 2017 года новым премьер-министром назначен Эдуар Филипп, и 17 мая 2017 года Марлен Шьяппа вступила в должность государственного секретаря по вопросам равенства между женщинами мужчинами в его правительстве (Лоранс Россиньоль не получила никакого назначения).
На выборах в Сенат Франции до департамента Уаза в сентябре 2017 года возглавила список социалистов, который занял третье место и получил только один мандат сенатора, который достался Россиньоль.

## Занимаемые выборные должности
15.03.1998 — 27.03.2004 — член Регионального совета Пикардии 

2001—2011 — член городского совета Компьеня 

25.09.2011 — 09.05.2014 — сенатор Франции 

09.04.2014 — 11.02.2016 — государственный секретарь по вопросам семьи, детей, пожилых людей и автономии в первом и втором правительствах Мануэля Вальса

10.05.2014 — 31.12.2015 — член Регионального совета Пикардии 

11.02.2016 — 10.05.2017 — министр по делам семей, детства и прав женщин в правительствах Мануэля Вальса и Бернара Казнёва

с 18.06.2017 — сенатор Франции